# Kewatec Aluboat

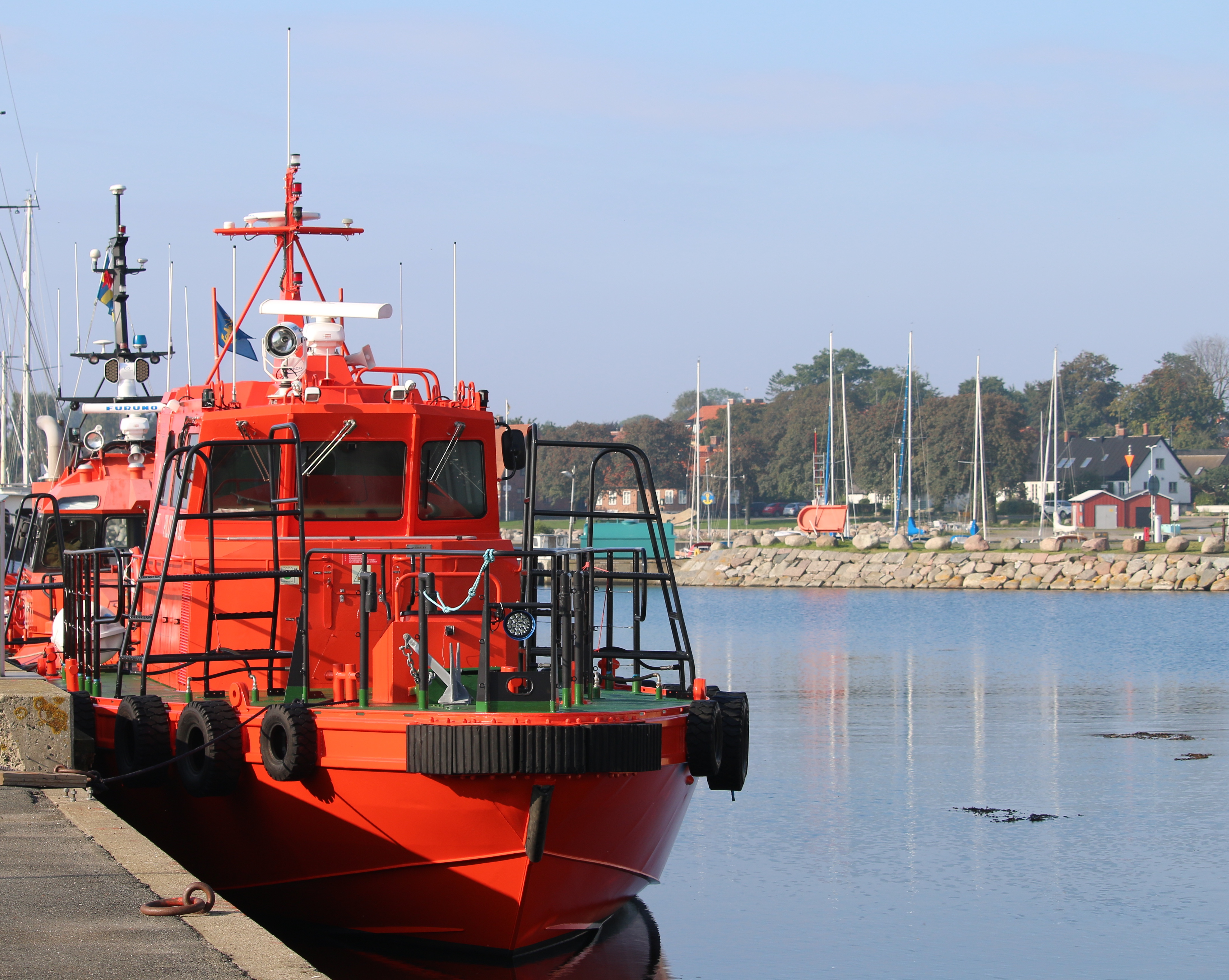
Pilot 214 SE i Skillinge

Oy Kewatec Aluboat Ab är ett finländskt varvsföretag i Karleby.
Kewatec Aluboat tillverkar aluminiumbåtar för bland annat passagerartrafik, sjöpolis och lotsväsende samt som fritidsbåtar. Företaget har tillverkning i Lahdenperä industriområde samt två skrovlinjer på Indola industriområde, båda i Karleby.
Företaget grundades 1998 och inledde produktionen med att i samarbete med företaget Marine Alutech tillverka en serie på drygt 30 transportfartyg av Jurmo-klass till den finländska marinen.
Kewatec Alutec köpte 2020 Weldtec Marine Ab i Borgå.

## Byggda fartyg i urval
- Jurmo-klass, militära transportbåtar
- Pilot 214 SE, Pilot 215 SE och Pilot 216 SE, lotsbåtar, 2013
- M/S Holly, passagerarfartyg, 2014
- M/V Stella Nova, räddnings- och ambulansbåt för Landskrona räddningstjänst, 2018
- M/S Lux, passagerarfartyg för Blidösundsbolaget, 2019
- M/S Dux, passagerarfartyg, 2015. Byggt som Octava för Ornö Sjötaxis Rederi AB, ägs sedan 2023 av Blidösundsbolaget.
- R/V Augusta, forskningsfartyg för Tvärminne zoologiska station, 2019
- PV 324 Thure Gallén, sjöräddningsbåt för FSRS Ingå Sjöräddare r.f., 2022
- M/S Ocean Seeker, svenskt privat forskningsfartyg, 2023
- Randøysund och Olavsund elfärjor för trafik i Kristiansand, Norge för rederiet Fjord Shutlle AS.

Kewatec kommer i framtiden bygga  en elfärja för Göteborgsbaserade Styrsöbolaget.

## Bildgalleri

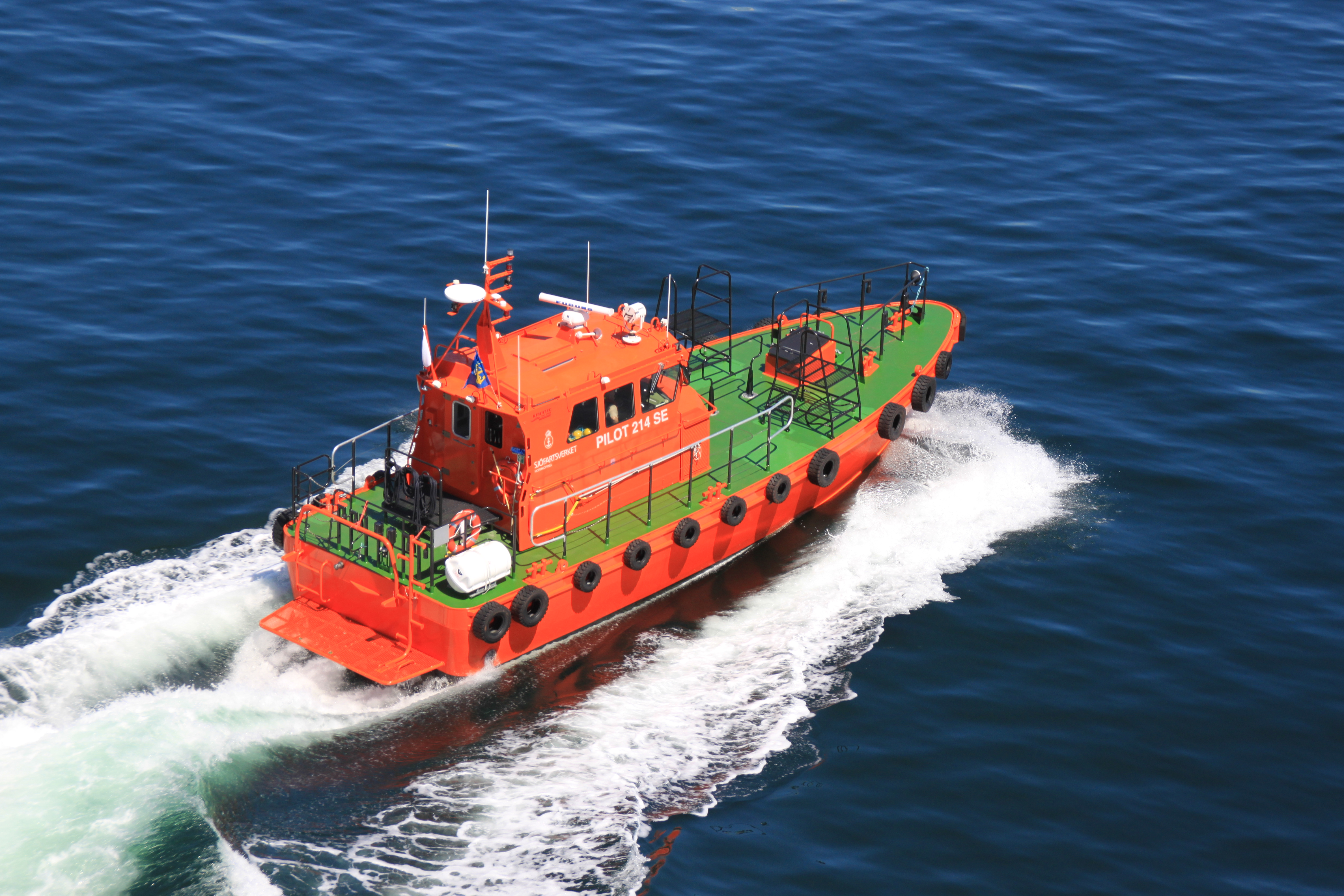
Pilot 214 SE i Öresund
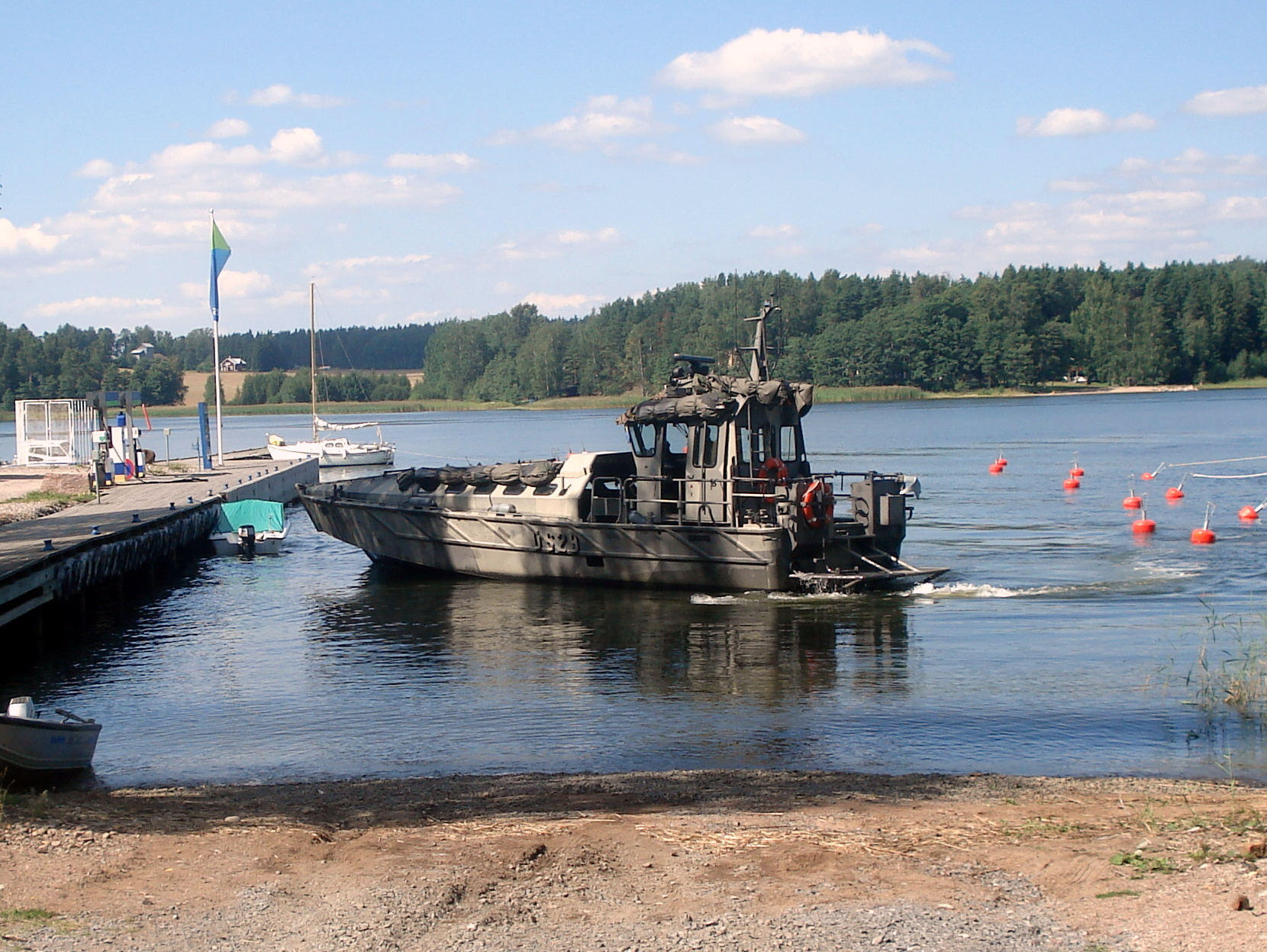
Finländsk marinfartyg av Jurmo-klass
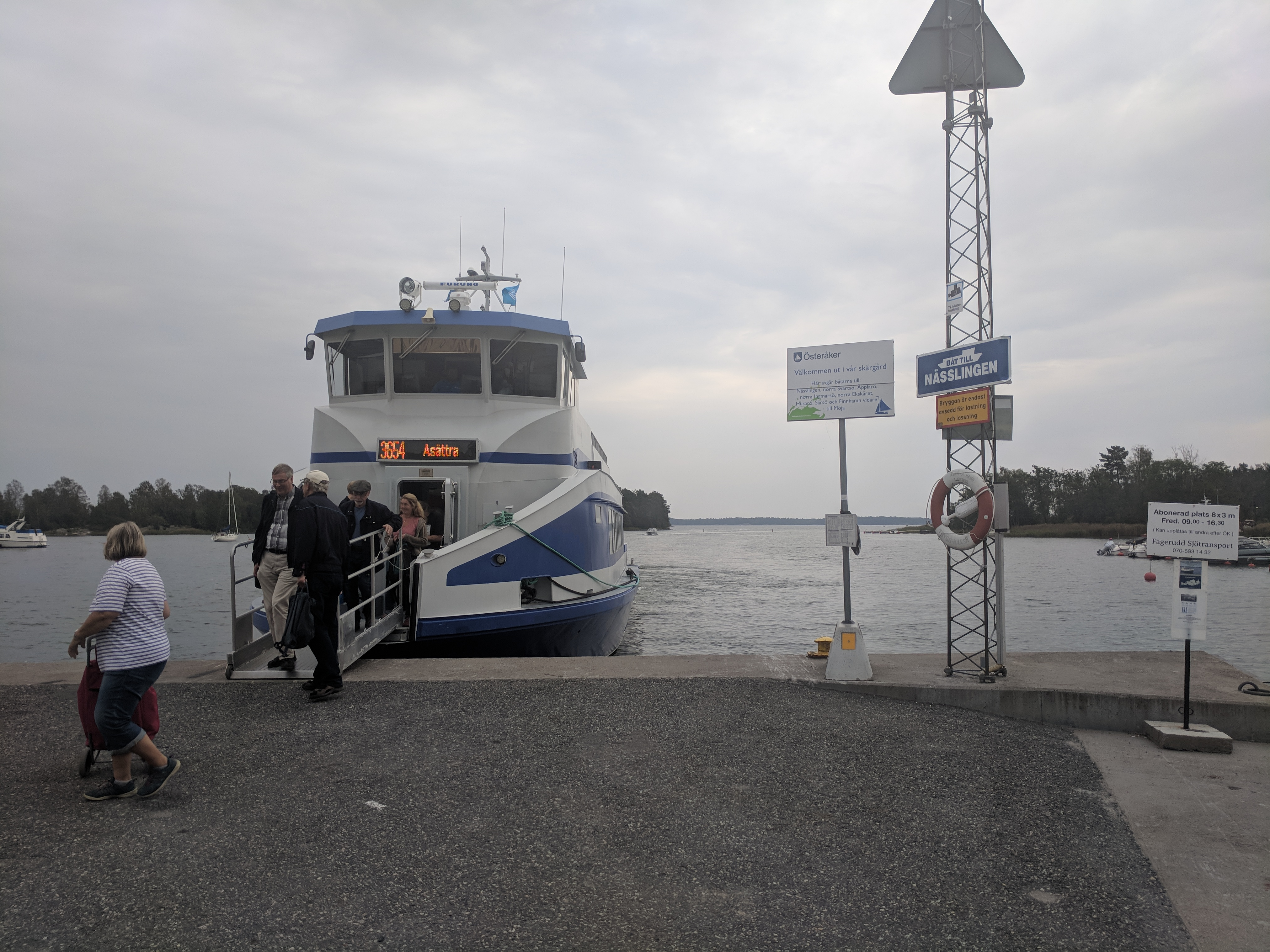
M/S Holly i Åsättra i Österåkers kommun